# Маэда, Джон
Джон Маэда (англ. John Maeda; род. 1966, Сиэтл) — американский дизайнер японского происхождения, специалист в области компьютерных технологий, писатель. Профессор дизайна Массачусетского технологического института. Автор более десятка книг (в том числе в соавторстве); одна из них, бестселлер «Законы простоты», издана на русском языке в 2008 г.

## Биография

### Образование
В 1989 году окончил Массачусетский технологический институт по специальности «компьютерные технологии». В 1992 году получил докторскую степень (Ph.D.) в Университете искусства и дизайна Тсукуба, Япония. В 2003 году получил степень почетного доктора Мэрилендского колледжа искусств (США).

### Деятельность
С 2004 года — партнер и директор по исследованиям созданной при Массачусетском технологическом институте компании «MIT Media Lab», где работает над исследовательским проектом «Simplicity» («Простота»), в рамках которого ведутся поиски методов упрощения жизни современного человека в эпоху тотальной сложности процессов и технологий. Результаты работы над проектом нашли отражение в изданной в 2006 году книге «Laws of Simplicity» (в русском переводе «Законы простоты»), которая стала бестселлером.
Д. Маэда входит в созданный компанией Philips в 2004 году «Совет по простоте». Это рабочая группа из пяти специалистов в приоритетных для Philips областях — дизайне, компьютерных технологиях и медицине, которые консультируют компанию в области стратегического развития.
Д. Маэда является обладателем множества премий и почетных наград в области дизайна: так, например, в 2001 году он стал лауреатом Национальной премии в области дизайна National Design Award, США и премии в области дизайна Маиничи Mainichi Design Prize, Япония. Кроме того, Маэда — обладатель премии Фонда Раймонда Лёви (Raymond Loewy Foundation Prize, Германия). В 1999 году Маэда вошел в рейтинг 21 наиболее значимой персоны 21 века по версии журнала Esquire. Является президентом Род-Айлендской школы дизайна.
Работы Д.Маэды в области графического дизайна выставлялись в Токио, Нью-Йорке и Париже и находятся в постоянных коллекциях Национального музея дизайна Купера-Хьюитта при Смитсоновском институте, Музея современного искусства Сан-Франциско и Музея современного искусства Нью-Йорка.
Проживает в городе Лексингтон (штат Массачусетс) со своей женой Крис и пятью дочерьми.

## Список произведений
- Джон Маэда. Редизайн лидерства. Руководитель как творец, инженер, ученый и человек = Redesigning Leadership: Design, Technology, Business, Life. — М.: «Альпина Паблишер», 2012. — С. 104. — ISBN 978-5-9614-1685-5.
- Джон Маэда. Законы простоты. Дизайн. Технологии. Бизнес. Жизнь = The Laws of Simplicity: Design, Technology, Business, Life. — М.: «Альпина Паблишер», 2008. — С. 120. — ISBN 978-5-9614-0649-8.
- John Maeda The Laws of Simplicity (Simplicity: Design, Technology, Business, Life). MIT Press, 2006. ISBN 978-0262134729.
- John Maeda Creative Code. Thames and Hudson, 2004. ISBN 978-0500285176.
- John Maeda maeda@media. Thames and Hudson / Rizzoli / Bangert Verlag, 2000. ISBN 978-0847822959.
- John Maeda Design By Numbers. MIT Press, 2001. ISBN 978-0262632447.
- John Maeda Tap, Type, Write. Digitalogue Co., 1998.
- John Maeda 12 o’clocks. Digitalogue Co., 1997.
- John Maeda Flying Letters. Digitalogue Co., 1996.
- John Maeda Reactive Square. Digitalogue Co., 1995.